# Toyota Estima
Toyota Estima er en MPV, som er blevet fremstillet af Toyota Motor siden 1990. I Europa blev bilen solgt frem til 2006 og i Nordamerika frem til 1997, begge steder som efterfølger for Toyota TownAce. I Australien afløste modellen Toyota Tarago, og blev der solgt under dette navn. I dag sælges modellen kun som Toyota Previa på nogle markeder, såsom New Zealand, Taiwan og Hongkong. Alt efter version kan bilen have op til otte siddepladser.

## Estima/Previa (XR10/XR20, 1990−1999)
Det specielle ved modellerne af første generation fra maj 1990 til december 1999 var centermotoren placeret under gulvet mellem for- og bagakslen og baghjulstrækket. Dette koncept havde mange fordele: en afbalanceret vægtfordeling for/bag samt en kortere totallængde samtidig med en større kabinelængde på grund af den kompakte forvogn. For at kabinegulvet kunne forblive plant, var man nødt til at udvikle en motor, som kunne placeres mellem undervogn og passagerkabine. Derfor havde Estima motorer fra T-serien. En ulempe ved konceptet var besværlig adgang til motoren, en lavere kabinehøjde på grund af kardantunnelen og en dårligere vinterførlighed end forhjulstrukne biler. Af disse grunde fik efterfølgeren ligesom de fleste af sine konkurrenter forhjulstræk.
2TZ-motoren var en firecylindret rækkemotor med en hældning mod højre på 75 grader og monteret på langs. For at kunne udføre vedligeholdelsesarbejder på motoren (f.eks. at skifte iridium-tændrørene ved hver 90.000 km eller at kontrollere ventilspillerummet ved hver 80.000 km), var man nødt til at afmontere det forreste passagersæde og gulvbelægningen i højre side. Knastakslerne på DOHC 16V-motoren blev drevet af en vedligeholdelsesfri rullekæde. Brændstoffet blev indsprøjtet af en elektronisk multipointindsprøjtning, som var styret af motorstyreenheden ECU.
Da den lave højde under gulvet ikke efterlod plads til ekstraaggregater, var disse ligesom på en "normal" bil placeret under frontklappen.
Kraftoverførslen foregik ved hjælp af en femtrins manuel gearkasse eller en firetrins automatgearkasse fra Aisin AW på baghjulene. I nogle lande kunne Estima også leveres med permanent firehjulstræk med centraldifferentiale-viskokobling.
Forakslen var udstyret med MacPherson-fjederben med trekantsled nederst. Bagakslen var på modellerne med lavt udstyrsniveau udført som en stiv aksel med langsled øverst og skruefjedre. Modellerne med øget udstyrsniveau havde separate hjulophæng med trekantstværled nederst.
I standardversionen var første generation af Estima 4750 mm lang og 1803 mm bred. I Japan fandtes der også to smallere versioner, Toyota Estima Lucida og Toyota Estima Emina, som var ca. 110 mm smallere og 70 mm kortere end den almindelige Estima. Grunden hertil var de japanske bilafgifter, som blev fastsat ud fra bilens længde og bredde. De smallere versioner tilhørte en lavere afgiftsklasse.

### Sikkerhed
Det svenske forsikringsselskab Folksam vurderer flere forskellige bilmodeller ud fra oplysninger fra virkelige ulykker, hvorved risikoen for død eller invaliditet i tilfælde af en ulykke måles. I rapporterne er/var Previa i årgangene 1991 til 1999 klassificeret som følger:
- 1999: Mindst 20% bedre end middelbilen[2]
- 2001: Som middelbilen[3]
- 2003: Mindst 15% bedre end middelbilen[4]
- 2005: Mindst 15% bedre end middelbilen[5]
- 2007: Som middelbilen[6]
- 2009: Dårligere end middelbilen[7]
- 2011: Dårligere end middelbilen[8]
- 2013: Mindst 40% dårligere end middelbilen[9]
- 2015: Mindst 40% dårligere end middelbilen[10]

### Tekniske data
|                                                | 2.4                               | 2.4 Kompressor1           | 2.2 TD                    |
| Byggeperiode                                   | 1990−1999                         | 1994−1999                 | 1992−1999                 |
| Motordata                                      |                                   |                           |                           |
| Motorkode                                      | 2TZ-FE                            | 2TZ-FE                    | 3C-T                      |
| Motortype                                      | R4-benzinmotor                    | R4-benzinmotor            | R4-dieselmotor            |
| Antal ventiler pr. cylinder                    | 4                                 | 4                         | 2                         |
| Ventilstyring                                  | OHC, kæde                         | OHC, kæde                 | OHC, tandrem              |
| Fødesystem                                     | Multipoint                        | Multipoint                | Hvirvelkammer             |
| Trykladning                                    | –                                 | Kompressor, ladeluftkøler | Turbolader, ladeluftkøler |
| Køling                                         | Vandkøling                        | Vandkøling                | Vandkøling                |
| Boring × slaglængde                            | 95,0 × 86,0 mm                    | 95,0 × 86,0 mm            | 86,0 × 94,0 mm            |
| Slagvolume                                     | 2438 cm³                          | 2438 cm³                  | 2184 cm³                  |
| Kompressionsforhold                            | 9,3:1                             | 8,9:1                     | 22,0:1                    |
| Maks. effekt ved omdr./min.                    | 97 kW (132 hk) 5000               | 118 kW (160 hk) 5000      | 74 kW (101 hk) 4200       |
| Maks. drejningsmoment ved omdr./min.           | 204 Nm 4000                       | 258 Nm 3600               | 216 Nm 2600               |
| Kraftoverførsel                                |                                   |                           |                           |
| Drivende hjul (standardudstyr)                 | Baghjul                           | Baghjul                   | Baghjul                   |
| Drivende hjul (ekstraudstyr)                   | Alle                              | –                         | –                         |
| Gearkasse (standardudstyr)                     | 5-trins manuel                    | 5-trins manuel            | 5-trins manuel            |
| Gearkasse (ekstraudstyr)                       | 4-trins automatisk                | –                         | 4-trins automatisk        |
| Præstationer2                                  |                                   |                           |                           |
| Topfart                                        | 175 km/t (170 km/t)               |                           | 160 km/t                  |
| Acceleration 0-100 km/t                        | 11,5 sek. (13,4 sek.) [13,3 sek.] |                           |                           |
| Brændstofforbrug pr. 100 km ved blandet kørsel | 11,7 liter (11,8 liter) Blyfri 95 |                           | 11,0 liter Diesel         |

## Estima/Previa (XR30/XR40, 2000−2006)
I 2000 kom den anden modelgeneration af Estima på markedet; i modsætning til forgængeren havde modellen tværliggende frontmotor og forhjulstræk. Ligesom forgængeren kunne modellen som ekstraudstyr leveres med firehjulstræk. Modellen var baseret på Toyota Camry, og blev under navnet Toyota Previa solgt i Europa med valg mellem en 2,4-liters benzinmotor og en 2,0-liters dieselmotor. Hvor dieselmotoren kun kunne leveres med manuelt gear, kunne man på benzinmodellen vælge mellem manuelt eller automatgear. I Australien hed modellen igen Toyota Tarago, og fandtes kun med 2,4-liters benzinmotoren i kombination med firetrins automatgear. Estima kunne i Japan også leveres med en 3,0-liters 1MZ-FE V6-benzinmotor.
I juni 2001 kom Estima på markedet i Japan med Toyota Hybrid Synergy Drive. Med en elektromotor og CVT-gearkasse var Estima Hybrid verdens første hybrid-MPV.

### Tekniske data
|                                                | 2.4                              | 3.01                       | 2.0 D-4D                  |
| Byggeperiode                                   | 2000−2006                        | 2000−2006                  | 2001−2006                 |
| Motordata                                      |                                  |                            |                           |
| Motorkode                                      | 2AZ-FE                           | 1MZ-FE                     | 1CD-FTV                   |
| Motortype                                      | R4-benzinmotor                   | V6-benzinmotor             | R4-dieselmotor            |
| Antal ventiler pr. cylinder                    | 4                                | 4                          | 4                         |
| Ventilstyring                                  | DOHC, tandhjul/tandrem           | 2 × DOHC, tandhjul/tandrem | DOHC, tandhjul/tandrem    |
| Fødesystem                                     | Multipoint                       | Multipoint                 | Commonrail                |
| Trykladning                                    | –                                | –                          | Turbolader, ladeluftkøler |
| Køling                                         | Vandkøling                       | Vandkøling                 | Vandkøling                |
| Boring × slaglængde                            | 88,5 × 96,0 mm                   | 87,5 × 83,0 mm             | 82,2 × 94,0 mm            |
| Slagvolume                                     | 2362 cm³                         | 2995 cm³                   | 1995 cm³                  |
| Kompressionsforhold                            | 9,6:1                            | 10,5:1                     | 18,6:1                    |
| Maks. effekt ved omdr./min.                    | 115 kW (156 hk) 5600             | 162 kW (220 hk) 5800       | 85 kW (115 hk) 4000       |
| Maks. drejningsmoment ved omdr./min.           | 225 Nm 4000                      | 304 Nm 4400                | 250 Nm 1800               |
| Kraftoverførsel                                |                                  |                            |                           |
| Drivende hjul (standardudstyr)                 | Forhjul                          | Forhjul                    | Forhjul                   |
| Drivende hjul (ekstraudstyr)                   | Alle                             | –                          | –                         |
| Gearkasse (standardudstyr)                     | 5-trins manuel                   | 4-trins automatisk         | 5-trins manuel            |
| Gearkasse (ekstraudstyr)                       | 4-trins automatisk               | –                          | –                         |
| Præstationer2                                  |                                  |                            |                           |
| Topfart                                        | 185 km/t (180 km/t)              | (180 km/t)                 | 175 km/t                  |
| Acceleration 0-100 km/t                        | 10,9 sek. (11,2 sek.)            |                            | 13,6 sek.                 |
| Brændstofforbrug pr. 100 km ved blandet kørsel | 9,5 liter (10,8 liter) Blyfri 95 |                            | 7,2 liter Diesel          |

### Indonesien og Kina
I Indonesien blev anden generation af Estima solgt frem til 2009. I Kina sælges bilen fortsat med venstrestyring under navnet Previa.

## Estima (XR50, 2006−)
Den tredje generation af Estima blev præsenteret i 2006 på det japanske marked og igen solgt i Australien som Toyota Tarago. På nogle markeder såsom Hongkong eller Taiwan hedder bilen fortsat Toyota Previa. Igen er forhjulstræk standard, og firehjulstræk kan leveres som ekstraudstyr. Motorprogrammet omfatter igen en 2,4-liters benzinmotor, som i Australien har automatgear som standardudstyr. I 2007 blev motorprogrammet udvidet med en 3,5-liters V6-motor med 202 kW (271 hk), som også sælges i Hongkong og Taiwan. Bemærkelsesværdigt er, at modellen ikke længere sælges i Europa. For at Volkswagen ikke skulle miste markedsandele, sænkede de priserne på Volkswagen Sharan II og SEAT Alhambra II. Dette medførte, at konkurrenterne også mistede markedsandele. På det europæiske marked har Toyota-biler ofte en højere pris, men spillerummet er ikke ubegrænset.

### Estima Hybrid II
Den anden generation af Estima Hybrid sælges i øjeblikket kun i Japan og Hongkong. Dens drivlinje ligner Lexus RX400h med to elektromotorer, en til forhjulene og en bagtil, som driver baghjulene (firehjulstræk).